# Кормье, Патрис
Патри́с Виктор Кормье́ (англ. Patrice Cormier ; род. 14 июня 1990, Кэп-Пеле, Нью-Брансуик, Канада) — канадский хоккеист, играющий на позиции нападающего. В настоящее время является игроком немецкого клуба "Айсбарен Берлин" из столицы Берлин.

## Карьера
Патрис Кормье начал заниматься хоккеем вслед за своим старшим братом Кевином, выступающим за клуб «Монктон Биверс», в составе которого, в 2004 году, дебютировал и Патрис. Через Монктон попал в состав юниорской сборной Атлантической Канады, для участия в кубке вызова. В 2006 году дебютировал в главной юниорской лиге Квебека — QMJHL, в составе команды «Римуски Осеаник», в составе которой закрепился и впоследствии вырос до капитана команды. В 2008 году на драфте НХЛ был выбран клубом «Нью-Джерси Девилз» во 2-м раунде под общим 54-м номером. В 2009 году впервые был вызван под флаг молодёжной сборной Канады, для участия в чемпионате Мира, на котором «кленовые» завоевали золотые медали. В 2010 году молодёжная сборная Канады выступила несколько хуже и Кормье, который в той сборной являлся капитаном, получил лишь серебряные медали соревнований. Также в 2010 году, будучи новобранцем клуба — «Роюн-Норанда Хаскис», в матче против «Квебек Ремпартс», Кормье отметился грязным, силовым приёмом, в результате которого защитник противника Микаэль Там упал на лёд в конвульсиях и уехал в больницу с черепно-мозговой травмой. Кормье был дисквалифицирован до конца сезона, включая матчи плей-офф, в Юниорской лиге Квебека, а также он не имел право участвовать в матчах за выбравший его на драфте «Нью-Джерси» или фарм-клуб «Девилз» в АХЛ.
В феврале 2010 года, «Нью-Джерси Девилз» произвёл обмен с другим клубом НХЛ — «Атланта Трэшерз», в результате которого капитан «Атланты» Илья Ковальчук, вместе с Ансси Салмелой перешли в состав «Девилз», а в обратном направлении последовали Джонни Одуйя, Никлас Бергфорс и Патрис Кормье, которого очень хотели видеть в «Атланте» и он был ключевым элементом этого обмена, о чём рассказал генеральный менеджер «Нью-Джерси» Лу Ламорелло. В сентябре того же года было завершено судебное дело Кормье, в результате которого хоккеист был оправдан за удар соперника локтем, в результате которого была нанесена тяжёлая травма, а инцидент с хоккеистом Микаэлем Тамом исчерпан.
В сезоне 2010/2011 Патрис Кормье дебютировал в НХЛ в составе «Трэшерз», в матче против «Питтсбург Пингвинз», который состоялся 28 декабря 2010 года. 2 января 2011 года, в игре против «Монреаль Канадиенс» Кормье отметился первым результативным баллом в лиге, отдав результативную передачу. 7 января 2011 года, в игре против «Торонто Мейпл Лифс» Кормье забросил свою первую шайбу в НХЛ. По окончании регулярного сезона появились слухи о полноценной продаже клуба «Атланта Трэшерз» и возможном его переезде в Виннипег. В итоге, Патрис Кормье стал частью большого переезда и с сезона 2011/2012 начал выступать в составе новообразованного, на базе «Трэшерз» клуба — «Виннипег Джетс». Параллельно хоккеист выступал за фарм клуб — «Сент-Джонс АйсКэпс» в АХЛ. С 2015 года у «Виннипега» появился новый фарм-клуб — «Манитоба Мус», в составе которого Кормье выступал как ассистент капитана, а позже стал капитаном команды.
В 2018 году хоккеист принял решение о смене чемпионата и впервые, в своей карьере, переехал в Европу, где на него обратил внимание клуб Континентальной хоккейной лиги — «Барыс», с которым был подписан годичный контракт. В составе «Барыса» Патрис Кормье провёл хороший сезон, стабильно выступая в первом звене и даже задумывался о получении казахстанского гражданства, с целью выступать за национальную сборную этой страны, если поступит конкретное предложение от федерации. На следующий сезон Кормье перешёл в другой клуб КХЛ — казанский «Ак Барс». Проведя в составе команды из Татарстана 2 сезона, Кормье перебрался в екатеринбургский «Автомобилист», подписав двухгодичное соглашение.
В сезоне 2023-н.в. выступает за немецкий хоккейный клуб Eisbären Berlin https://www.eisbaeren.de/

## Достижения
- Чемпион мира 2009 года в составе молодёжной сборной Канады
- Серебряный призёр чемпионата мира 2010 года в составе молодёжной сборной Канады